# Chicago Bulls 1984-1985
La stagione 1984-85 dei Chicago Bulls fu la 19ª nella NBA per la franchigia.
I Chicago Bulls arrivarono terzi nella Central Division della Eastern Conference con un record di 38-44. Nei play-off persero al primo turno con i Milwaukee Bucks (3-1).

## Roster
| N° | Naz.                   | Ruolo | Sportivo          | Anno | Alt. | Peso |
| -- | ---------------------- | ----- | ----------------- | ---- | ---- | ---- |
| 0  | Stati Uniti (bandiera) | A     | Orlando Woolridge | 1959 | 206  | 98   |
| 1  | Stati Uniti (bandiera) | G     | Wes Matthews      | 1959 | 185  | 77   |
| 3  | Stati Uniti (bandiera) | G     | Ennis Whatley     | 1962 | 191  | 80   |
| 10 | Stati Uniti (bandiera) | AC    | David Greenwood   | 1957 | 206  | 101  |
| 13 | Stati Uniti (bandiera) | AC    | Charles Jones     | 1957 | 206  | 98   |
| 21 | Stati Uniti (bandiera) | AC    | Sidney Green      | 1961 | 206  | 100  |
| 22 | Stati Uniti (bandiera) | A     | Rod Higgins       | 1960 | 201  | 91   |
| 23 | Stati Uniti (bandiera) | G     | Michael Jordan    | 1963 | 198  | 88   |
| 27 | Stati Uniti (bandiera) | AC    | Caldwell Jones    | 1950 | 211  | 98   |
| 32 | Stati Uniti (bandiera) | AC    | Steve Johnson     | 1957 | 208  | 107  |
| 33 | Stati Uniti (bandiera) | C     | Jawann Oldham     | 1957 | 213  | 98   |
| 34 | Stati Uniti (bandiera) | C     | Chris Engler      | 1959 | 211  | 111  |
| 40 | Stati Uniti (bandiera) | C     | Dave Corzine      | 1956 | 211  | 113  |
| 44 | Stati Uniti (bandiera) | G     | Quintin Dailey    | 1961 | 191  | 82   |

## Staff tecnico
- Allenatore: Kevin Loughery
- Vice-allenatori: Bill Blair, Fred Carter
- Vice-allenatore/scout: Mike Thibault
- Preparatore atletico: Mark Pfeil